# Oona Siren
Oona Siren (23 februari 2001) is een voetbalspeelster uit Finland. Ze speelt als middenvelder voor West Ham United FC in de Super League.

## Clubcarrière
Siren begon met voetballen bij TiPS in Vantaa. Ze maakte haar debuut voor deze club in de Naisten Ykkönen en wist promotie te bewerkstelligen naar de Kansallinen Liiga, het hoogste vrouwenvoetbalniveau van Finland. Tot 2021 was ze actief bij de club.
Ze maakte de overstap naar KuPS, waarmee ze tweemaal kampioen werd en de Finse beker won in 2023. Daarnaast kwam ze met de club uit in de Champions League kwalificatiereeks.
Eind 2023 tekende Siren een contract bij het Noorse LSK Kvinner FK in de Toppserien.
Siren tekende op 12 september 2024 een contract bij het Engelse West Ham United FC.

## Statistieken
| Seizoen | Club               | Land      | Competitie        | Wedstrijden | Doelpunten |
| ------- | ------------------ | --------- | ----------------- | ----------- | ---------- |
| 2018    | TiPS               | Finland   | Kansallinen Liiga | 24          | 4          |
| 2019    | TiPS               | Finland   | Kansallinen Liiga | 23          | 1          |
| 2020    | TiPS               | Finland   | Kansallinen Liiga | 18          | 3          |
| 2021    | TiPS               | Finland   | Kansallinen Liiga | 23          | 8          |
| 2022    | KuPS               | Finland   | Kansallinen Liiga | 23          | 4          |
| 2023    | KuPS               | Finland   | Kansallinen Liiga | 23          | 3          |
| 2024    | LSK Kvinner FK     | Noorwegen | Toppserien        | 19          | 0          |
| 2024/25 | West Ham United FC | Engeland  | Super League      | 20          | 0          |
| Totaal  | Totaal             | Totaal    | Totaal            | 173         | 23         |

Laatste update: 27 juni 2025

## Interlandcarrière
Siren maakte haar debuut voor de Finse nationale ploeg op 10 april 2023 in een wedstrijd tegen Slowakije. In 2024 kwam ze met haar land uit in de kwalificatiereeks voor het EK 2025.
Een jaar later werd Siren opgenomen in de Finse selectie voor op dit eindtoernooi in Zwitserland. In de laatste vriendschappelijke wedstrijd voorafgaande aan het toernooi maakte Siren haar eerste interlanddoelpunt tegen Nederland.

## Privé
De tweelingzus van Siren, Emmi Siren, is eveneens profvoetbalspeelster.